# Lista de shopping centers do Pará
Esta é uma lista de centros comerciais desde as galerias aos shopping centers - de pequeno, médio e grande porte - e outlets, estejam eles construídos ou em construção localizados no estado brasileiro do Pará. A listagem possui seus respectivos municipios no quais se localizam e o tamanho correspondente à área bruta locável (ABL) dos empreendimentos em ordem.
| Tamanho m² (ABL) | Shopping                      | Cinema          | Cidade      | Ano  | Categoria   | Nº de Lojas (Satélites/Âncoras/Mega-Lojas) | Ref.          |
| ---------------- | ----------------------------- | --------------- | ----------- | ---- | ----------- | ------------------------------------------ | ------------- |
| 51.000 m²        | Shopping Metrópole Ananindeua | Cinesystem      | Ananindeua  | 2017 | Tradicional | 220                                        | [ 1 ] [ 2 ]   |
| 49.417 m²        | Castanheira Shopping          | Moviecom        | Belém       | 1993 | Tradicional | 233                                        | [ 3 ] [ 4 ]   |
| 45.515 m²        | Shopping Bosque Grão-Pará     | UCI             | Belém       | 2015 | Tradicional | 240                                        | [ 5 ] [ 6 ]   |
| 40.681 m²        | Boulevard Shopping Belém      | Cinépolis       | Belém       | 2009 | Tradicional | 313                                        | [ 7 ] [ 8 ]   |
| 39.502 m²        | Partage Shopping Marabá       | Moviecom        | Marabá      | 2013 | Tradicional | 132                                        | [ 9 ] [ 10 ]  |
| 38.047 m²        | Shopping Pátio Belém          | Moviecom        | Belém       | 1993 | Tradicional | 216                                        | [ 11 ] [ 12 ] |
| 34.080 m²        | Parque Shopping Belém         | Cinépolis       | Belém       | 2012 | Tradicional | 131                                        | [ 13 ] [ 14 ] |
| 25.000 m²        | Rio Tapajós Shopping          | Cinesystem      | Santarém    | 2014 | Tradicional | 137                                        | [ 15 ] [ 16 ] |
| 18.744 m²        | Partage Shopping Parauapebas  | Circuito Cinema | Parauapebas | 2014 | Tradicional | 128                                        | [ 17 ] [ 18 ] |
| 16.342 m²        | Serra Dourada Shopping        | Cine A          | Altamira    | 2018 | Tradicional | 57                                         | [ 19 ]        |
| 14.500 m²        | IT Center Shopping            | não possui      | Belém       | 2006 | Vizinhança  | 60                                         |               |
| 10.900 m²        | Tucuruí Shopping Center       | Grupo cine      | Tucuruí     | 2005 | Vizinhança  | 85                                         |               |
| 10.000 m²        | Karajás Shopping              | Circuito Cinema | Parauapebas | 2015 | Vizinhança  | 80                                         | [ 20 ]        |
| 5.200 m²         | Itaituba Shopping             | não possui      | Itaituba    | 2016 | Vizinhança  | Não disponível                             |               |
| 3.532 m²         | Paraíso Shopping Center       | não possui      | Santarém    | 2010 | Popular     | 49                                         |               |
| 2.280 m²         | Amazônia Shopping             | não possui      | Altamira    | 2014 | Popular     | Não disponível                             |               |
| 1.056 m²         | Shopping Popular Remanso      | não possui      | Ananindeua  | 2012 | Popular     | 90                                         |               |
| Não disponível   | Shopping São Braz             | não possui      | Belém       | 1982 | Outlet      | Não disponível                             |               |
| Não disponível   | Shopping Diamond              | mobi Cine       | Paragominas | 2015 | Outlet      | Não disponível                             |               |
| Não disponível   | Shopping Verdes Mares         | Cine A          | Marabá      | 2014 | Outlet      | Não disponível                             | [ 21 ]        |

## Shoppings em construção
| Tamanho m² (ABL) | Shopping        | Cidade      | Inauguração  | Categoria   | Ref.   |
| ---------------- | --------------- | ----------- | ------------ | ----------- | ------ |
| 23.010 m²        | Shopping Modelo | Castanhal   | sem previsão | Tradicional | [ 22 ] |
| 18.000 m²        | Shopping Paricá | Paragominas | sem previsão | Tradicional |        |

## Galeria de imagens

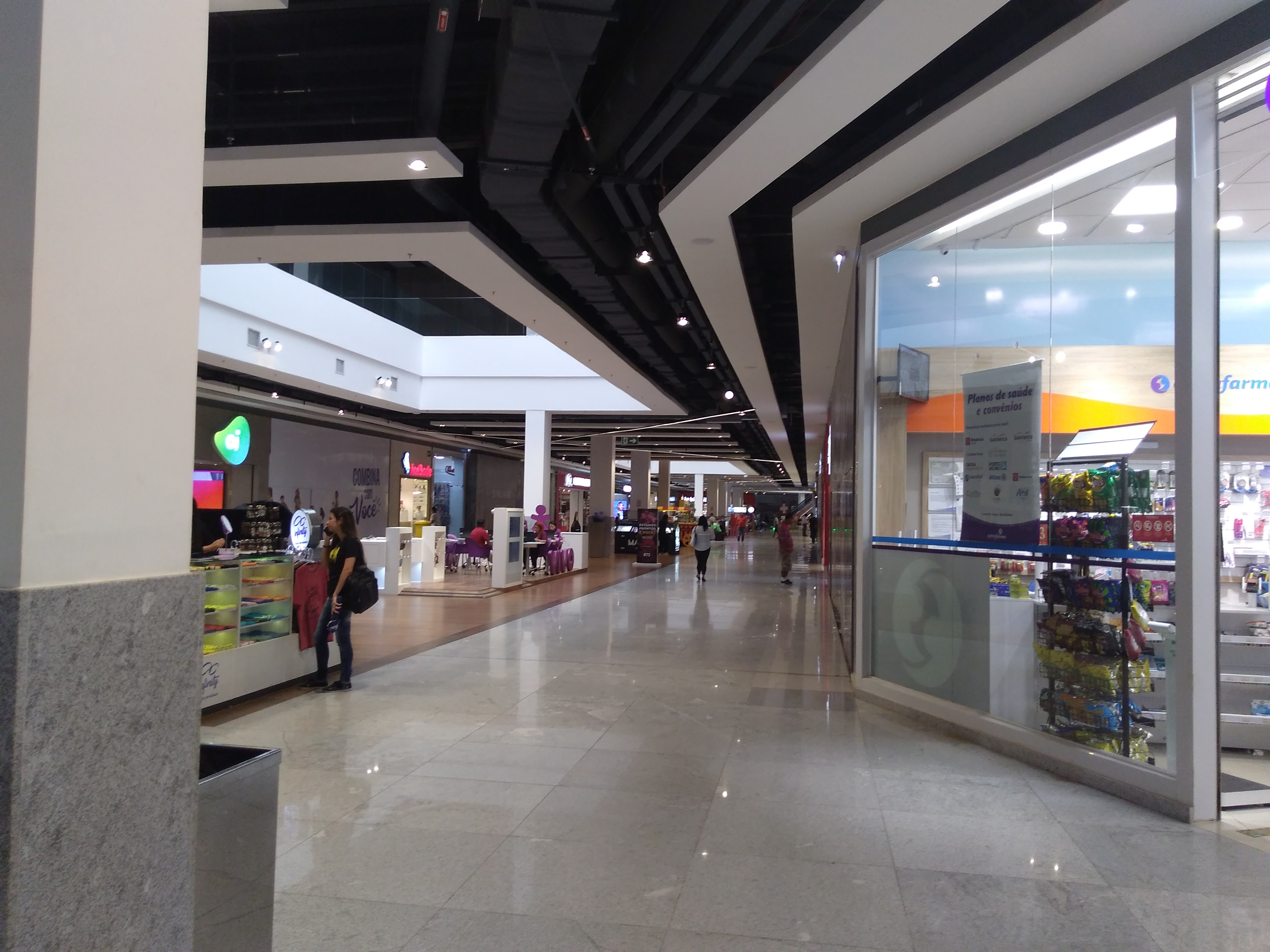
Interior do Shopping Metrópole Ananindeua, o maior em área locável do estado do Pará.
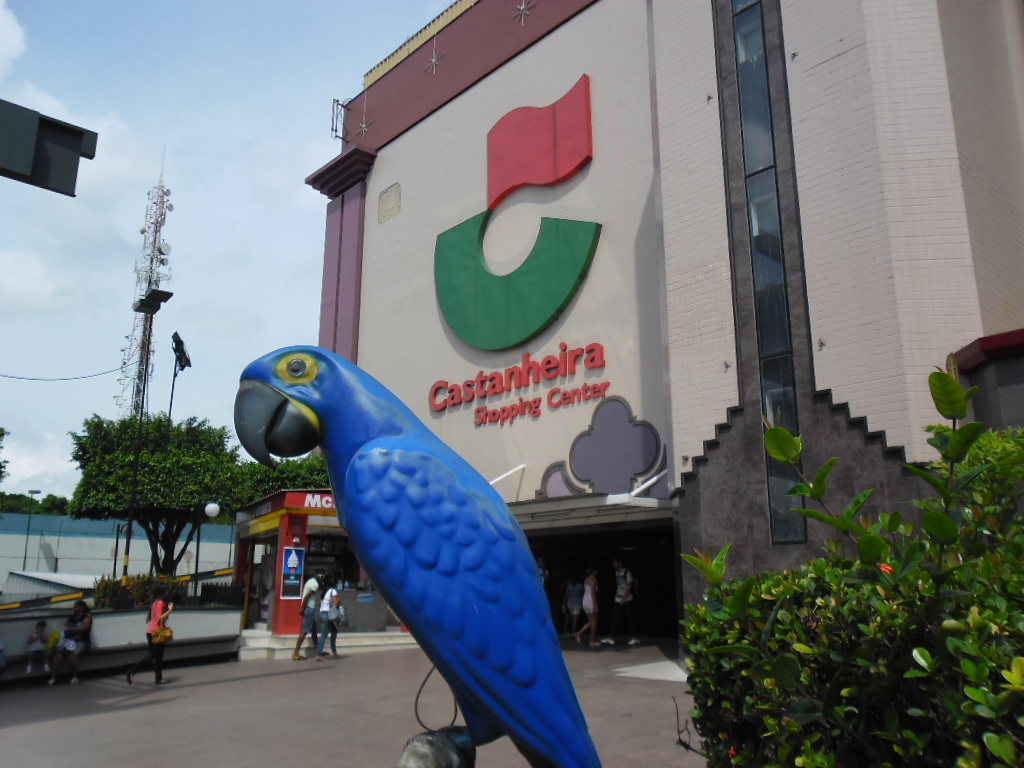
Castanheira Shopping, o maior e um dos mais antigos da capital paraense.
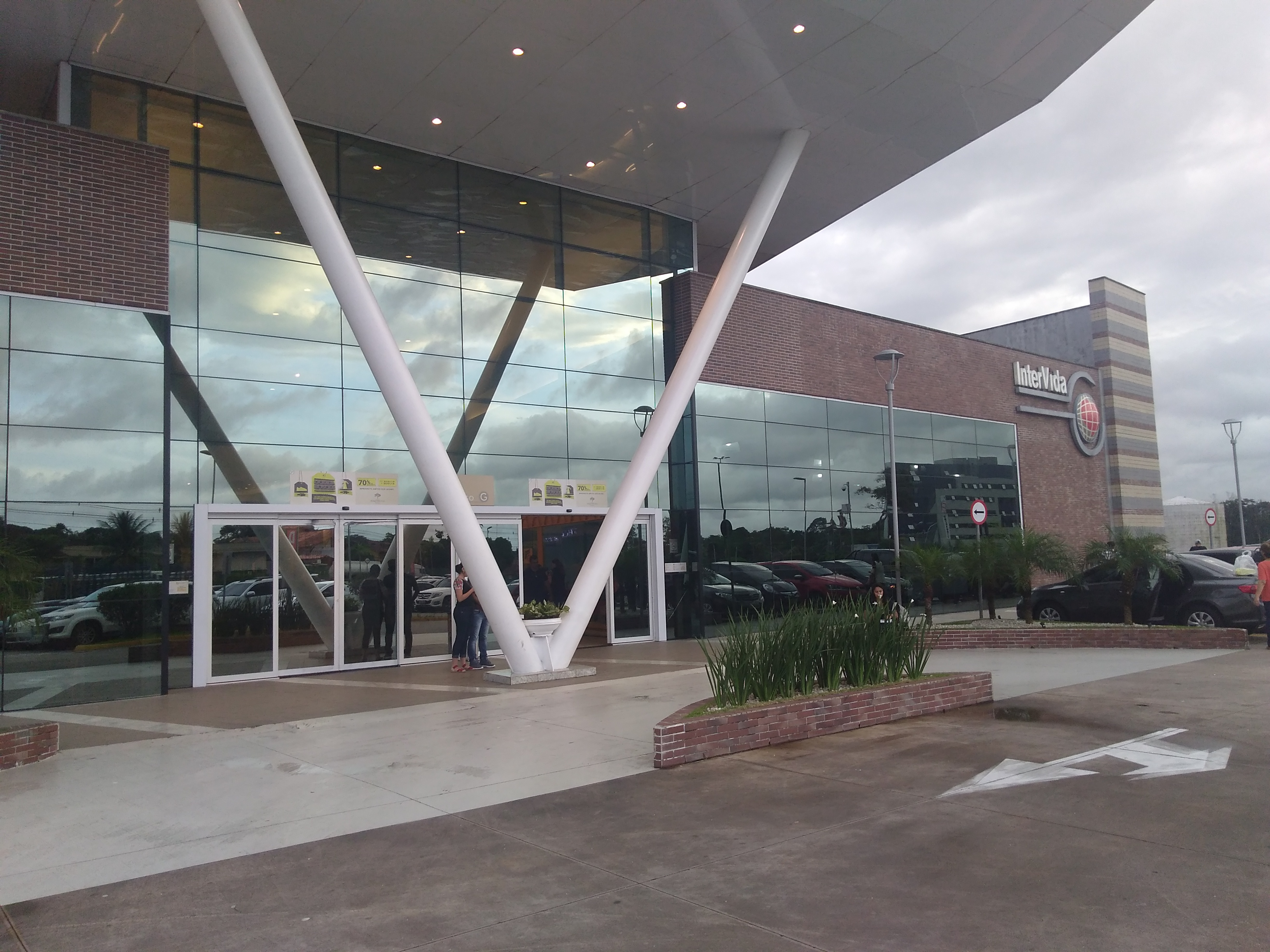
Shopping Bosque Grão Pará, terceiro maior centro de compras do estado.
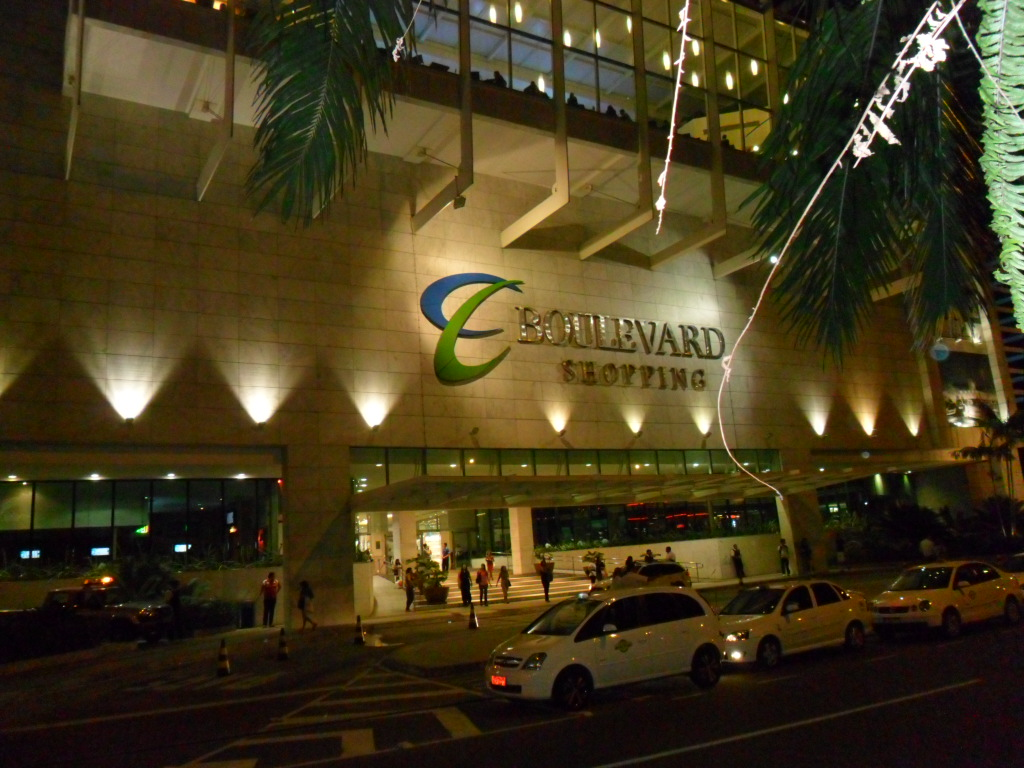
Boulevard Shopping, um dos principais centros comerciais da capital.
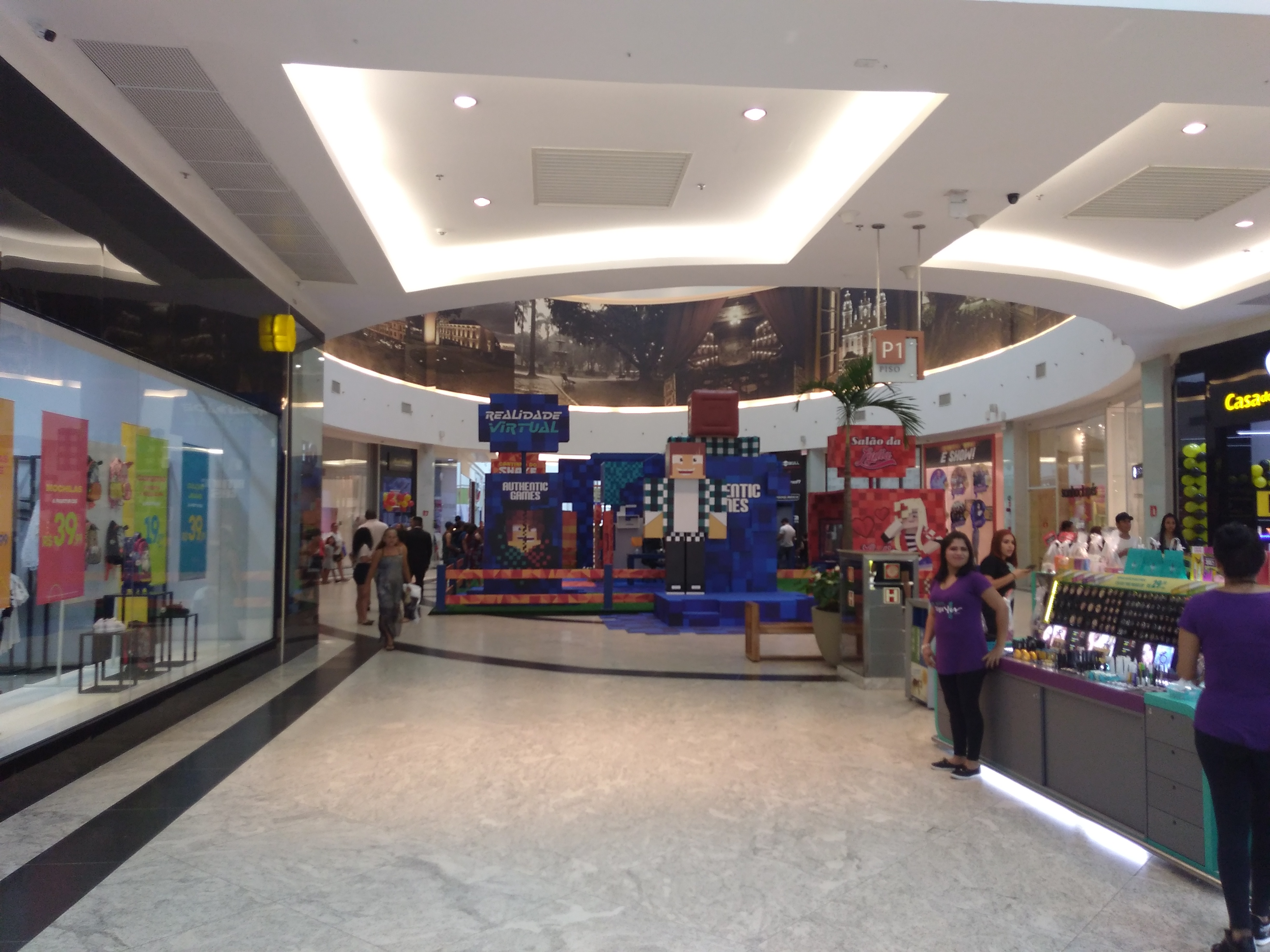
Interior do Parque Shopping em Belém, inaugurado em 2012.
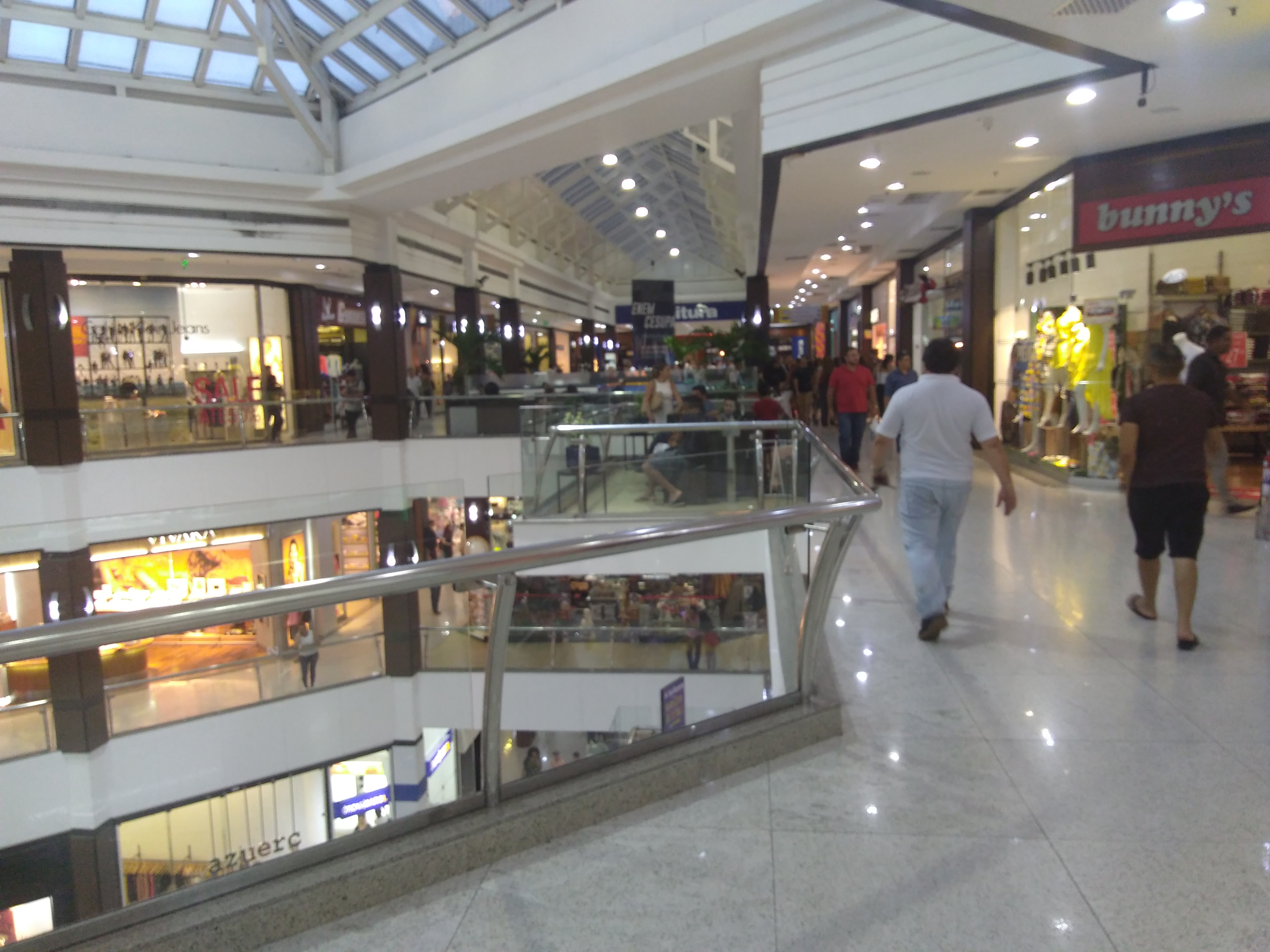
Shopping Patio Belém, o mais antigo shopping center do estado fica localizado na zona central de Belém.